# Lijst van spelers van het Paraguayaanse voetbalelftal
Deze lijst van spelers van het Paraguayaans voetbalelftal geeft een overzicht van alle voetballers die minimaal 25 interlands achter hun naam hebben staan voor Paraguay. Vetgedrukte spelers zijn in 2024 nog voor de nationale ploeg uitgekomen.

## Overzicht
- Bijgewerkt tot en met het duel tegen  Bolivia op 19 november 2024

| Naam speler             | Debuut | Laatst | Duels | Goals |
| ----------------------- | ------ | ------ | ----- | ----- |
| Paulo da Silva          | 2000   | 2017   | 150   | 3     |
| Justo Villar            | 1999   | 2018   | 120   | 0     |
| Roque Santa Cruz        | 1999   | 2016   | 111   | 32    |
| Carlos Gamarra          | 1993   | 2006   | 110   | 12    |
| Roberto Acuña           | 1993   | 2011   | 100   | 5     |
| Denis Caniza            | 1996   | 2010   | 100   | 1     |
| Cristian Riveros        | 2005   | 2018   | 100   | 15    |
| Celso Ayala             | 1993   | 2003   | 85    | 6     |
| José Cardozo            | 1991   | 2006   | 82    | 25    |
| Carlos Bonet            | 2002   | 2013   | 80    | 1     |
| Gustavo Gómez           | 2013   | 2024   | 79    | 4     |
| Roberto Fernández       | 1976   | 1989   | 78    | 0     |
| Juan Bautista Torales   | 1979   | 1989   | 77    | 1     |
| Nelson Valdez           | 2004   | 2016   | 77    | 13    |
| José Luis Chilavert     | 1989   | 2003   | 74    | 8     |
| Carlos Paredes          | 1998   | 2008   | 74    | 10    |
| Estanislao Struway      | 1991   | 2002   | 74    | 4     |
| Víctor Cáceres          | 2005   | 2017   | 73    | 2     |
| Julio César Enciso      | 1995   | 2004   | 70    | 2     |
| Miguel Almirón          | 2015   | 2024   | 64    | 8     |
| Julio César Cáceres     | 2002   | 2010   | 64    | 2     |
| Francisco Arce          | 1995   | 2004   | 61    | 5     |
| Edgar Barreto           | 2004   | 2011   | 60    | 2     |
| Júnior Alonso           | 2013   | 2024   | 59    | 2     |
| Óscar Romero            | 2013   | 2022   | 58    | 4     |
| Óscar Cardozo           | 2006   | 2023   | 57    | 12    |
| Édgar Benítez           | 2008   | 2017   | 56    | 9     |
| Antony Silva            | 2011   | 2023   | 56    | 0     |
| Rogelio Delgado         | 1983   | 1990   | 53    | 6     |
| Catalino Rivarola       | 1988   | 1998   | 53    | 4     |
| Derlis González         | 2014   | 2024   | 52    | 9     |
| Enrique Vera            | 2007   | 2011   | 52    | 3     |
| Darío Verón             | 2001   | 2017   | 52    | 1     |
| Alcides Sosa            | 1968   | 1977   | 49    | 3     |
| César Zavala            | 1985   | 1991   | 49    | 2     |
| Jorge Guasch            | 1985   | 1991   | 47    | 0     |
| Pedro Sarabia           | 1995   | 2006   | 47    | 0     |
| Jorge Luis Campos       | 1995   | 2004   | 46    | 6     |
| Ángel Romero            | 2013   | 2024   | 46    | 8     |
| Vicente Bobadilla       | 1960   | 1971   | 45    | 0     |
| Salvador Cabañas        | 2003   | 2009   | 45    | 10    |
| Virginio Cáceres        | 1985   | 1989   | 45    | 2     |
| Fabián Balbuena         | 2015   | 2024   | 44    | 2     |
| Buenaventura Ferreira   | 1985   | 1993   | 44    | 7     |
| Aureliano Torres        | 2004   | 2012   | 44    | 2     |
| Diego Gavilán           | 1999   | 2007   | 43    | 0     |
| Alfredo Mendoza         | 1983   | 1993   | 43    | 9     |
| Mathías Villasanti      | 2019   | 2024   | 43    | 0     |
| Gustavo Benítez         | 1975   | 1985   | 42    | 2     |
| Nelson Cuevas           | 1999   | 2007   | 42    | 6     |
| Hernán Pérez            | 2010   | 2021   | 41    | 2     |
| Miguel Samudio          | 2009   | 2017   | 41    | 1     |
| Salvador Villalba       | 1955   | 1960   | 41    | 1     |
| Justo Jacquet           | 1983   | 1991   | 40    | 4     |
| Richard Ortíz           | 2011   | 2023   | 38    | 6     |
| Ramón Hicks             | 1983   | 1987   | 37    | 6     |
| Lucas Barrios           | 2010   | 2017   | 36    | 10    |
| Iván Piris              | 2011   | 2023   | 36    | 0     |
| Antonio Sanabria        | 2013   | 2024   | 35    | 6     |
| Jonathan Santana        | 2007   | 2016   | 35    | 1     |
| Eligio Echagüe          | 1955   | 1961   | 35    | 0     |
| Claudio Morel Rodríguez | 1999   | 2010   | 35    | 0     |
| Delio Toledo            | 1999   | 2008   | 35    | 4     |
| Castor Cantero          | 1942   | 1950   | 34    | 0     |
| Gabriel González        | 1987   | 2001   | 34    | 2     |
| Idalino Monges          | 1959   | 1971   | 34    | 0     |
| Ramón Palacios          | 1987   | 1989   | 34    | 6     |
| Julio César Romero      | 1979   | 1990   | 34    | 13    |
| Silvio Suárez           | 1991   | 1997   | 34    | 0     |
| Julio dos Santos        | 2004   | 2014   | 33    | 5     |
| Richard Sánchez         | 2018   | 2023   | 33    | 1     |
| Manuel Fleitas Solich   | 1919   | 1926   | 32    | 3     |
| Gerardo Rivas           | 1921   | 1926   | 32    | 12    |
| Marcelo Estigarribia    | 2008   | 2012   | 32    | 1     |
| Osvaldo Martínez        | 2008   | 2015   | 32    | 1     |
| Alicio Solalinde        | 1975   | 1981   | 32    | 4     |
| Julio César Manzur      | 2005   | 2012   | 32    | 1     |
| Bruno Valdez            | 2015   | 2022   | 32    | 1     |
| Aldo Florentín          | 1979   | 1983   | 31    | 4     |
| Manuel Gavilán          | 1947   | 1954   | 31    | 1     |
| Ricardo Tavarelli       | 1998   | 2004   | 31    | 0     |
| Néstor Ortigoza         | 2009   | 2016   | 31    | 1     |
| Miguel Ángel Benítez    | 1996   | 1999   | 30    | 11    |
| Modesto Denis           | 1922   | 1930   | 30    | 0     |
| Ildefonso López         | 1921   | 1926   | 30    | 8     |
| Jorge Amado Nunes       | 1985   | 1993   | 30    | 1     |
| Edelmiro Arévalos       | 1956   | 1961   | 29    | 0     |
| Adolfino Cañete         | 1985   | 1989   | 29    | 3     |
| Rodrigo Rojas           | 2009   | 2022   | 29    | 0     |
| Roberto Cabañas         | 1981   | 1993   | 28    | 11    |
| Luis Fretes             | 1922   | 1929   | 28    | 7     |
| Osvaldo Martínez        | 2008   | 2012   | 28    | 1     |
| Luis Ernesto Torres     | 1975   | 1980   | 28    | 0     |
| Paulo Aguilar           | 2007   | 2016   | 27    | 4     |
| Saturnino Arrúa         | 1969   | 1980   | 27    | 13    |
| Luis Nery Caballero     | 1983   | 1989   | 27    | 0     |
| Julio César Franco      | 1988   | 1989   | 27    | 5     |
| Dante López             | 2003   | 2013   | 27    | 3     |
| Arístides Rojas         | 1996   | 1998   | 27    | 4     |
| Richart Báez            | 1995   | 2002   | 26    | 3     |
| José Domingo Insfrán    | 1974   | 1977   | 26    | 1     |
| Lorenzo Jiménez         | 1969   | 1973   | 26    | 4     |
| Juan Lezcano            | 1957   | 1963   | 26    | 0     |
| Ángel Ortiz             | 2003   | 2007   | 26    | 0     |
| Sergio Rojas            | 1964   | 1971   | 26    | 0     |
| Vladimiro Schettina     | 1979   | 1986   | 26    | 2     |
| Guido Alvarenga         | 1995   | 2003   | 25    | 3     |
| Virgilio Ferreira       | 1993   | 2002   | 25    | 7     |
| Robert Rojas            | 2019   | 2023   | 25    | 1     |

APF · A-internationals · Selecties · Bondscoaches · Paraguayaans vrouwenelftal · Paraguay U21 · Paraguay U20 · Paraguay U19 · Paraguay U18 · Paraguay U17
1919 – 1929 · 
1930 – 1939 · 
1940 – 1949 · 
1950 – 1959 · 
1960 – 1969 · 
1970 – 1979 · 
1980 – 1989 · 
1990 – 1999 · 
2000 – 2009 · 
2010 – 2019 ·
2020 − 2029
WK 1930 · 
WK 1950 · 
WK 1958 · 
WK 1986 · 
WK 1998 · 
WK 2002 · 
WK 2006 · 
WK 2010
OS 1992 · 
OS 2004
1919 · 
1920 · 
1921 · 
1922 · 
1923 · 
1924 · 
1925 · 
1926 · 
1927 · 
1928 · 
1929 · 
1930 · 
1931 · 
1932–1936 · 
1937 · 
1938 · 
1939 · 
1940 · 
1941 · 
1942 · 
1943 · 
1944 · 
1945 · 
1946 · 
1947 · 
1948 · 
1949 · 
1950 · 
1951–1952 · 
1953 · 
1954 · 
1955 · 
1956 · 
1957 · 
1958 · 
1959 · 
1960 · 
1961 · 
1962 · 
1963 · 
1964 · 
1965 · 
1966 · 
1967 · 
1968 · 
1969 · 
1970 · 
1971 · 
1972 · 
1973 · 
1974 · 
1975 · 
1976 · 
1977 · 
1978 · 
1979 · 
1980 · 
1981 · 
1982 · 
1983 · 
1984 · 
1985 · 
1986 · 
1987 · 
1988 · 
1989 · 
1990 · 
1991 · 
1992 · 
1993 · 
1994 · 
1995 · 
1996 · 
1997 · 
1998 · 
1999 · 
2000 · 
2001 · 
2002 · 
2003 · 
2004 · 
2005 · 
2006 · 
2007 · 
2008 · 
2009 · 
2010 · 
2011 · 
2012 · 
2013 · 
2014 · 
2015 · 
2016 ·
2017 ·
2018 ·
2019 ·
2020 ·
2021 ·
2022
Argentinië ·
Armenië ·
Australië ·
Bahrein ·
België ·
Bolivia ·
Bosnië en Herzegovina · 
Brazilië ·
Bulgarije ·
Canada ·
Chili ·
China ·
Colombia ·
Costa Rica ·
Denemarken ·
Duitsland ·
Ecuador ·
El Salvador ·
Engeland ·
Frankrijk ·
Georgië ·
Griekenland ·
Guadeloupe ·
Guatemala ·
Honduras ·
Hongarije ·
Hongkong ·
Ierland ·
Indonesië ·
Irak ·
Iran ·
Italië ·
Ivoorkust ·
Jamaica ·
Japan ·
Joegoslavië ·
Jordanië ·
Kameroen ·
Marokko ·
Mexico ·
Nederland ·
Nicaragua ·
Nieuw-Zeeland ·
Nigeria ·
Noord-Korea ·
Noord-Macedonië ·
Noorwegen ·
Oman ·
Oostenrijk ·
Panama ·
Peru ·
Polen ·
Portugal ·
Qatar ·
Roemenië ·
Saoedi-Arabië ·
Schotland ·
Servië ·
Slovenië ·
Slowakije ·
Spanje ·
Togo ·
Trinidad en Tobago ·
Tsjechië ·
Turkije ·
Uruguay ·
Venezuela ·
Verenigde Arabische Emiraten ·
Verenigde Staten ·
Wales ·
Zuid-Afrika ·
Zuid-Korea ·
Zweden
Engeland (2006) · 
Italië (2010) · 
Slovenië (2002) · 
Spanje (2002) · 
Trinidad en Tobago (2006) · 
Zuid-Afrika (2002) · 
Zweden (2006)